# Milva Stutz
Milva Stutz (* 10. Juli 1985 in Zürich) ist eine Schweizer Künstlerin.

## Leben und Werk
Milva Stutz studierte von 2007 bis 2009 Illustration an der Hochschule Luzern und von 2010 bis 2012 Kunstvermittlung an der Zürcher Hochschule der Künste. 2019 erlangte sie einen Master in Fine Arts der Zürcher Hochschule der Künste.
In ihren Kohle- und Pastellzeichnungen und ihren Videoarbeiten verhandelt sie zwischenmenschliche Beziehungen, Intimität und Körperlichkeit aus einer feministischen Sicht. 2024 zeigte sie in der Einzelausstellung If You See Me Stumble (Wenn du mich stolpern siehst) im Kunsthaus Langenthal grossformatige Zeichnungen und den Kurzfilm Delay (Verspätung), die thematisch um peinliche Momente und Unbeholfenheit in sozialen Begegnungen kreisen. Sie schafft Erzählungen, auch mit Serien von Zeichnungen, die sie mit Titeln wie Bekümmernis oder Waiting for your call rahmt.
Ihre Arbeiten sind in verschiedenen Sammlungen vertreten, unter anderem in der Kunstsammlung des Kantons Zürich und der Kunstsammlung der Stadt Zürich. Mit ihren Videoarbeiten ist sie an internationalen Festivals vertreten, unter anderem an der DOK Leipzig und am Festival d’Animation Annecy. Seit 2011 ist sie Mitherausgeberin des Comicmagazins Strapazin.

## Einzelausstellungen (Auswahl)
- 2020: Good Boys, König Büro, Zürich
- 2021: For Real, for Real, for Real this Time, Barbara Seiler, Zürich
- 2021: Black Is The Color Of My True Love's Hair, Kunstraum Luke, Zürich
- 2023: Waiting For Your Call, Kunsthalle Luzern und Fumetto Comic Festival, Luzern
- 2024: If You See Me Stumble, Kunsthaus Langenthal[11]

## Gruppenausstellungen (Auswahl)
- 2019: One Is Too Few And Two Is Only One Possibility, mit Magda Drozd, Lokal 14, Zürich
- 2021: Werkschau Kanton Zürich, Haus Konstruktiv, Zürich
- 2021: It's a women's, women's, women's world!, Debattierhaus Karl der Grosse, Zürich
- 2022: Tschüss Festival, Centre culturel suisse, Paris
- 2022: Gazed and Confused, Last Tango, Zürich
- 2023: Tricky Women / Tricky Realities, mit Maja Gehrig, Bildraum 07, Wien
- 2023: Monotypes, Kunsthalle Zürich
- 2023: Alienate Transcend, Barbara Seiler, Zürich
- 2023: The Lobster Needs To Get Rid Of Its Shell, a&o Kunsthalle, Leipzig
- 2024: Apropos Hodler. Aktuelle Blicke auf eine Ikone, Kunsthaus Zürich
- 2025: Bending, Dripping, Stumbling, mit Sander van Deurzen, Barbara Seiler, Zürich
- 2025: Con lo zucchero in bocca, Istituto Svizzero di Roma[12]

## Auszeichnungen
- 2013: Aufenthaltsstipendium, Künstlerhaus Nairs, Scuol
- 2024: Förderbeitrag des Kantons Zürich

## Publikationen
Milva Stutz, Accuse e Scuse, Nieves Zürich, 2025.